# Halfambt
Halfambt is een historisch gebied in de provincie Groningen.
Halfambt of het Halve Amt was tot 1798 een van de onderkwartieren van het Ommeland Hunsingo. Het gebied wordt gekenmerkt door dijken, wierden en de kwelders aan de Waddenzee. Tot Halfambt behoorden vanouds de kerspelen Baflo, Den Andel, Eenrum, Maarhuizen, Maarslag, Lutke Saaxum, Mensingeweer, Obergum, Pieterburen, Ranum, Saaksumhuizen, Tinallinge en Westernieland. Mogelijk gold dat ook voor een deel van Menkeweer.
Volgens sommige berichten zouden ook Warffum en Breede vanouds bij het Halfambt hebben gehoord en vormden de (Oude) Delthe en het Usquerdermaar de grens met het Oosterambt. Kerspellijsten uit de tijd rond 1500 bevestigen dit niet. Achttiende-eeuwse auteurs rekenen Warffum en Breede ten onrechte tot het Halfambt.
Baflo was de hoofdplaats van het Halfambt. Tot de Reductie in 1594 was Baflo de zetel van het gelijknamige decanaat, dat behalve Halfambt ook de districten Ubbega en Middag omvatte. Warffum en Breede vielen onder het decanaat Usquert.
Half verwijst naar de oorspronkelijke verdeling van het Westerambt in een noordelijk deel (Halfambt) en een zuidelijk deel, later opgesplitst in Upgo of Ubbega en Middag.